# Douglas de Castro Jacinto

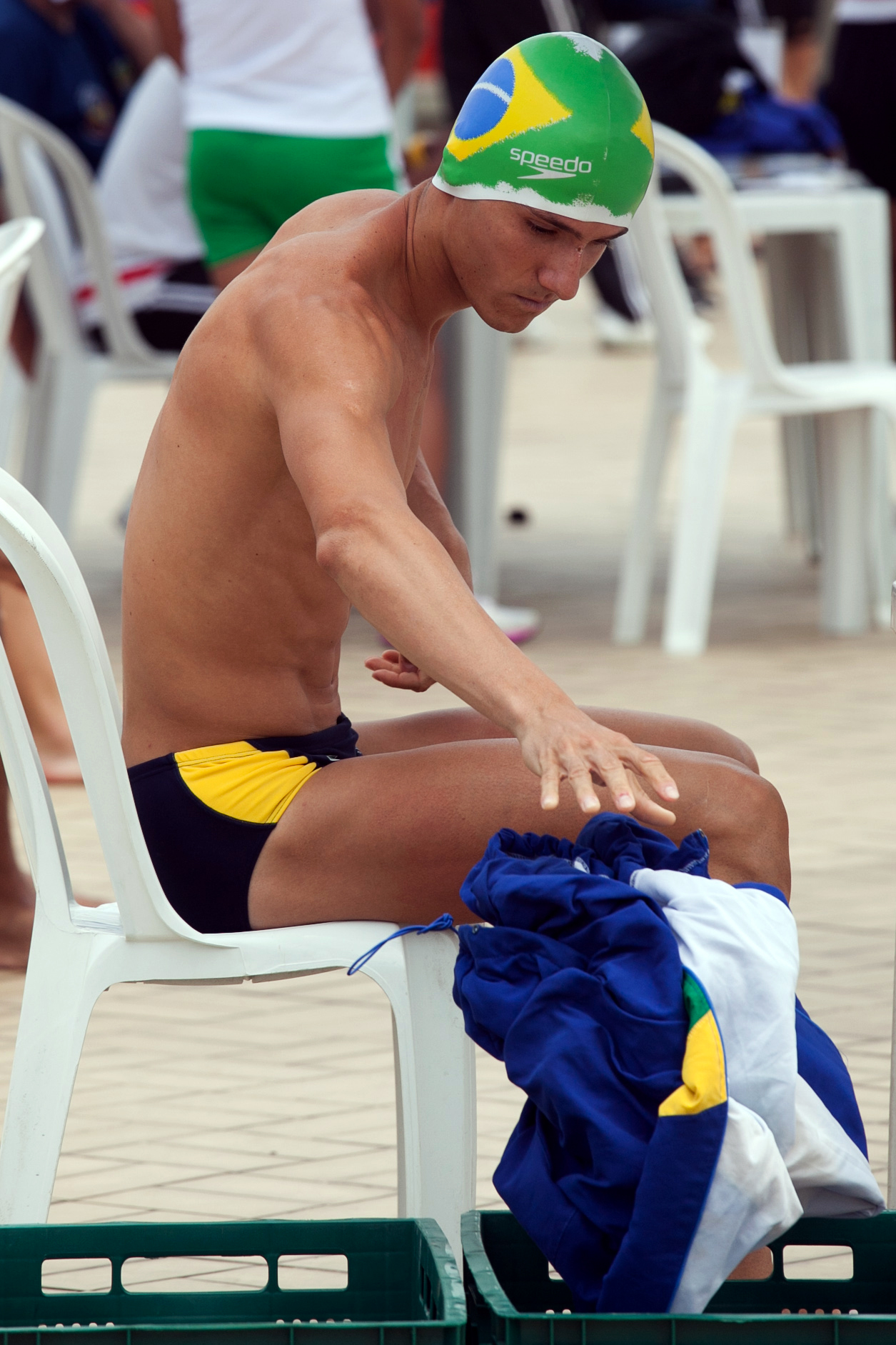
Tenente Douglas Castro, 2013.

Douglas de Castro Jacinto, atleta da Equipe do Exército e do Brasil de Pentatlo Militar. Iniciou sua carreira desportiva no ano de 2008, como cadete da Academia Militar das Agulhas Negras (AMAN), e dois anos após esse início, em 2010, sagrou-se campeão mundial de pentatlo militar, no 1º campeonato mundial de cadetes em Ankara, na Turquia. Logo após sua formação na AMAN, no ano de 2011, teve a oportunidade de integrar a equipe do Brasil de Pentatlo Militar, e nesse período desde então teve a oportunidade de conquistar seus principais títulos de importância em sua carreira, como ser octacampeão-campeão brasileiro, bicampeão dos jogos do exército, campeão sul-americano e novamente campeão mundial, em 2013; além de ser o atual recordista brasileiro da pontuação individual do pentatlo militar, com 5629,4 pontos, e recordista brasileiro da pista de obstáculos, com o tempo de 2 minutos onze segundos e 6 décimos. Sagrou-se, no ano de 2023, bicampeão mundial na principal categoria em disputa do Pentatlo Militar, no 67º Campeonato Mundial de Pentatlo Militar, realizado na cidade de Halmstad, na Suécia. 

## Historial
Formado em 2011 pela Academia Militar das Agulhas Negras (AMAN), o Cap Douglas Castro possui o Curso de Instrutor de Educação Física do Exército e o Curso Básico Paraquedista. Atualmente serve na Escola de Educação Física do Exército (EsEFEx), sediada no Rio de Janeiro (RJ).

### 2007 - 2013
Ingressou nas fileiras do Exército em 2007, na Escola Preparatória de Cadetes do Exército, integrando as equipes de Atletismo e Triatlo da EsPCEx.
Na AMAN, período em que esteve entre anos de 2008 e 2011, iniciou sua carreira esportiva na modalidade, ao integrar a equipe de Pentatlo Militar daquele estabelecimento de ensino. Nesse período, teve a oportunidade de participar dos 1º Jogos Mundiais de Cadetes, na cidade de Ankara (Turquia), sagrando-se campeão individual de Pentatlo Militar dos Jogos. Ainda durante sua formação, no Campeonato Sul-americano de Cadetes, obteve o bronze na Natação Utilitária e na Pista de Obstáculos, e a prata na Corrida, ajudando a equipe brasileira a conquistar a 3ª colocação na competição.
Como aspirante a oficial foi convocado pela Comissão de Desportos do Exército (CDE) em 2012, obteve o 3º lugar (categoria Newcommers) no 59º Campeonato Mundial de Pentatlo Militar.
No ano de 2013, conquistou o campeonato Sul-americano de Pentatlo Militar e o Campeonato Mundial de Pentatlo Militar, na cidade do Rio de Janeiro – Brasil, tornando-se o primeiro oficial formado na AMAN a conquistar o título Mundial nessa modalidade.

### 2014 - 2020
Convocado pela Comissão Desportiva Militar do Brasil (CDMB), nos anos de 2014 e 2015, tornou-se tricampeão brasileiro de Pentatlo Militar, vice-campeão dos Jogos Desportivos do Exército (JDE) 2015 e 3º lugar individual nos VI Jogos Mundiais Militares.
No ano seguinte, período em que concluiu o Curso de Instrutor de Educação Física, participou do 63º Campeonato Mundial de Pentatlo Militar, na cidade de Wiener Neustadt – Áustria, obtendo a 4ª colocação Individual, sagrando-se Campeão Mundial com a equipe brasileira, fato que não se repetia desde 1994.
Em 2017, sagrou-se recordista brasileiro na Pista de Pentatlo Militar, ao atingir o tempo de 2´12´´4, superando o então recorde de 2’12”6 do 2º Sgt da Marinha do Brasil, Carlos Silva, bem como sagrou-se recordista brasileiro individual ao ser o Campeão da Seletiva de Pentatlo Militar, para o Mundial daquele ano, obtendo 5.613,2 pontos na classificação final, superando o recorde anterior do então 2º Sgt Bandeira.
Em 2018, agora como Capitão e servindo no 3º Regimento de Carros de Combate (3º RCC), participou da Seletiva de Pentatlo Militar e Torneiro Integração, na cidade do Rio de Janeiro – RJ, competição organizada pela CDE e que contou com a presença de militares da Marinha do Brasil, alunas da Escola de Sargentos de Logística (EsSLog) e as pioneiras cadetes da AMAN. Nessa oportunidade, estabeleceu o novo recorde brasileiro individual de Pentatlo Militar, sagrando-se campeão com 5.629,4 pontos, superando o próprio recorde estabelecido no ano anterior. Finalizando o ano de 2018, obteve junto com sua equipe a terceira colocação no campeonato mundial de Pentatlo Militar, disputado na Áustria, destacando-se ao ser o campeão individual da pista de obstáculos e da corrida cross-coutry do evento. Com essas conquistas, ainda nesse ano e pelo fato das demais conquistas anteriores, recebeu o prêmio Mérito Desportivo do Exército.

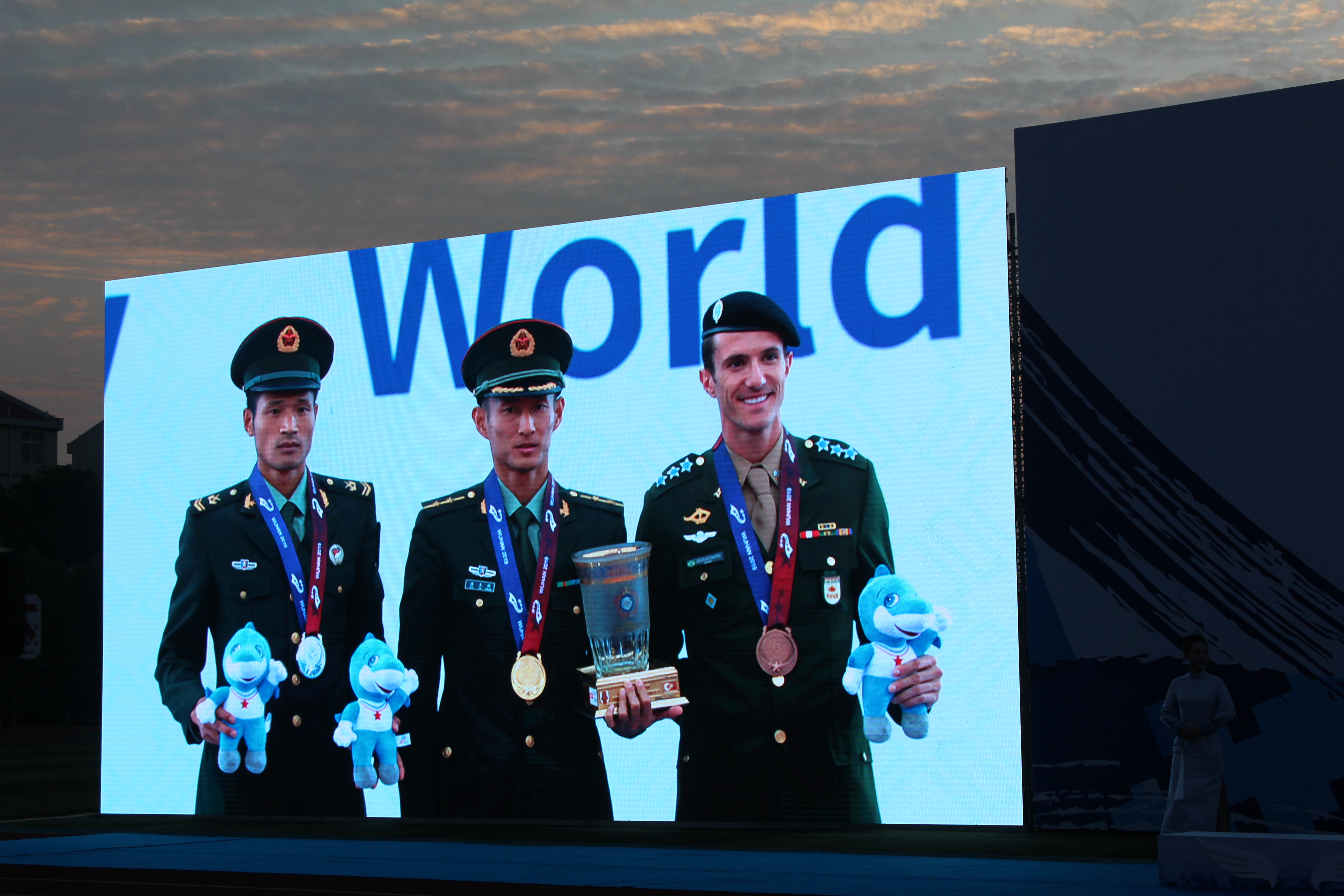
7º Jogos Mundiais Militares, Wuhan, China, 2019.

Em 2019, na primeira competição do ano e representando a equipe do Brasil, foi campeão do Open Brics Championship, Torneio Internacional de Pentatlo Militar, competição realizada na cidade do Rio de Janeiro (RJ) e que contou com a participação de diversos países, como a China, Rússia, Argentina e Alemanha. Ainda nessa oportunidade estabeleceu o novo recorde brasileiro da pista de obstáculos com o tempo de 2'11"6 , superando sua própria marca obtida no ano de 2017. Em sua próxima competição do ano, sagrou-se novamente campeão brasileiro individual, título que conquistava pela sétima vez, sendo 6 delas consecutivas. Por fim, participou dos 7º Jogos Mundiais Militares, competição sediada na cidade de Wuhan, na China, e obteve a 3ª colocação individual, e também a 3ª colocação por equipes .

### 2021 -

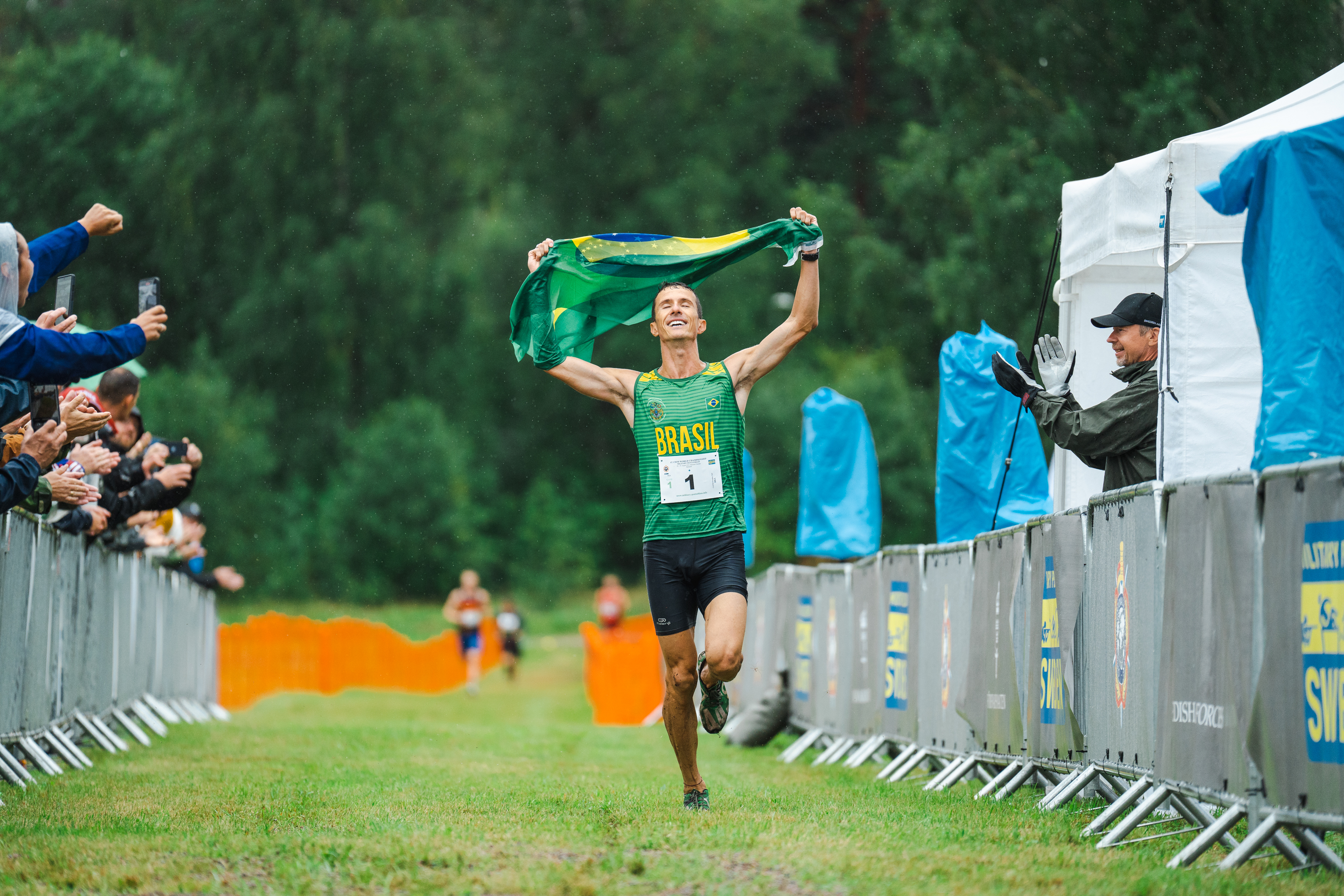
67º Campeonato Mundial de Pentatlo Militar, Halmstad, Suécia, 2023.

Após o ano de 2020, ano que infelizmente não competiu por conta da pandemia mundial do COVID, retornou as atividades no ano de 2021, conquistando pela 8ª vez o Campeonato Brasileiro da modalidade. Ainda naquele ano conquistou o Campeonato Internacional de Pentatlo Militar, competição realizada no Rio de Janeiro e que contou com a presença de atletas da Alemanha. No ano de 2022, sagrou-se campeão individual pela segunda vez dos Jogos Desportivos do Exército, competição entre os Comandos Militares brasileiros realizada na cidade de Campinas (SP), além de conquistar também o título por equipes nessa oportunidade. No ano de 2023 conquistou o bi-campeonato mundial individual de Pentatlo Militar   , no 67º Campeonato Mundial de Pentatlo Militar, realizado na cidade de Halmstad, na Suécia, fazendo parte da equipe que ficou em 2º lugar geral nessa oportunidade .